# Aldo Cibic

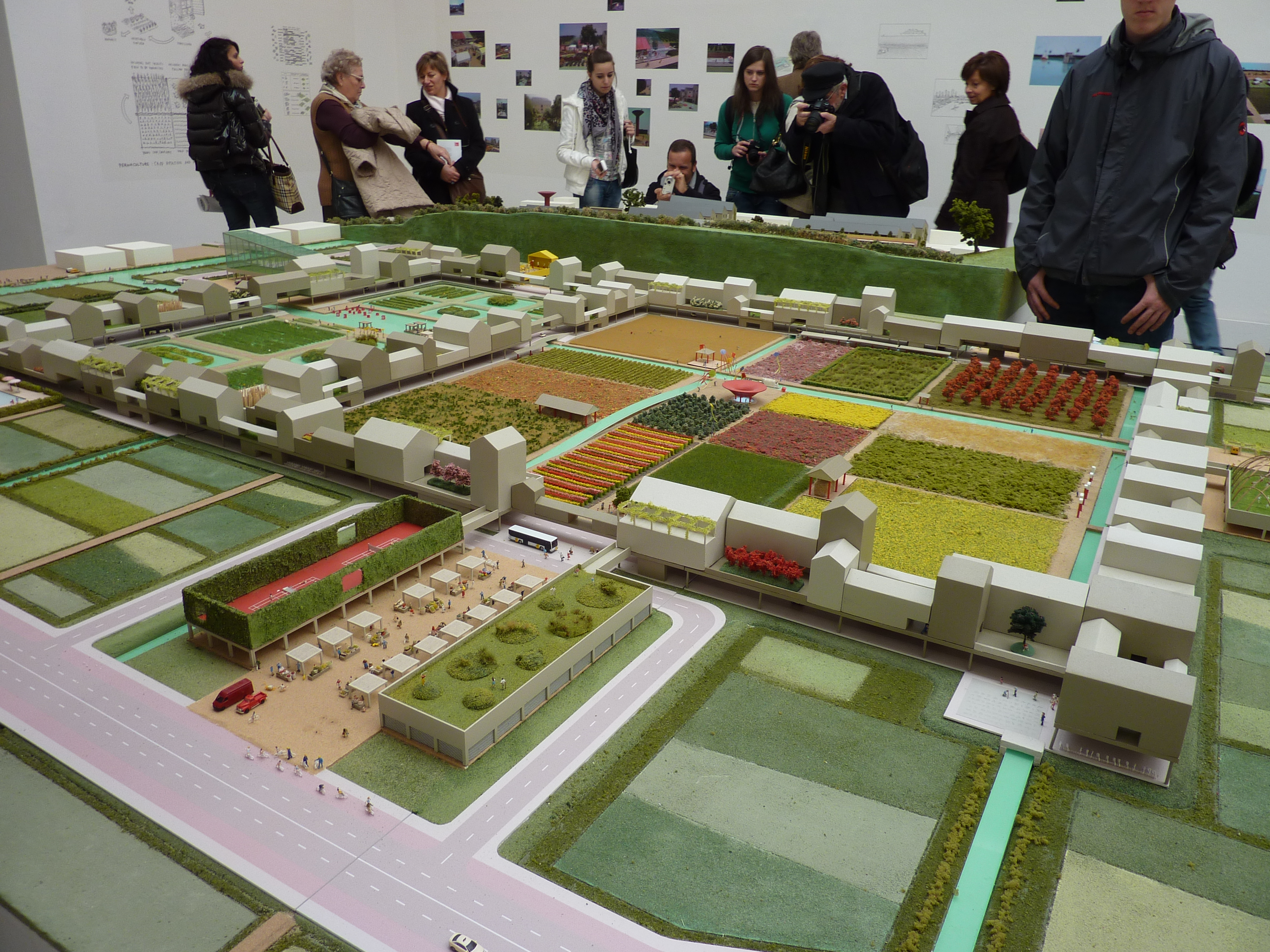
Rethinking happiness lors de la Biennale de Venise en 2011

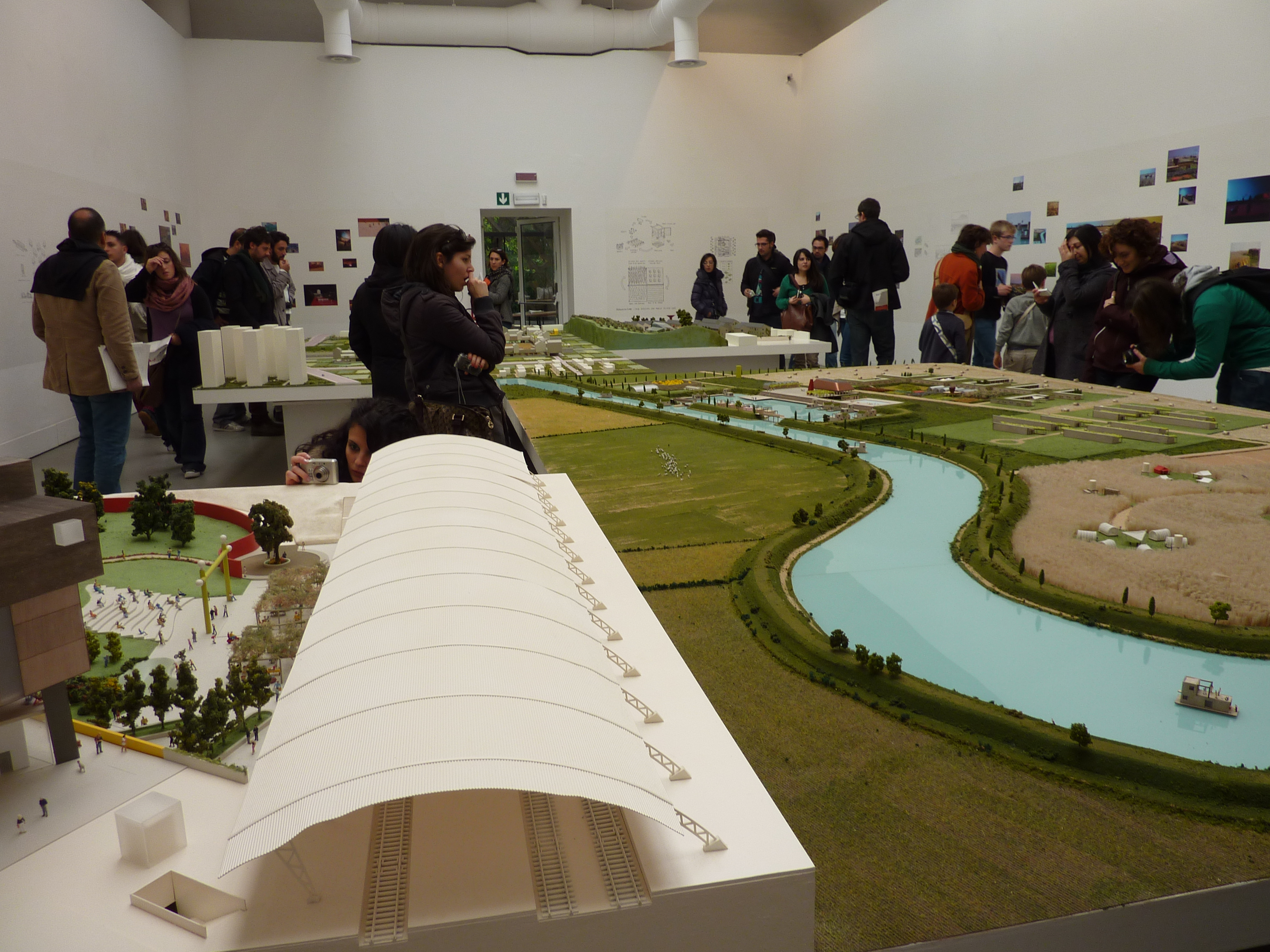
Rethinking happiness lors de la Biennale de Venise en 2011

Aldo Cibic (né en 1955 à Schio, Vicence, Italie) est un designer et architecte italien.

## Biographie
Aldo Cibic se consacre au design à 22 ans. Il rejoint Ettore Sottsass à Milan et ils y forment, avec d’autres créateurs (Matteo Thun et Marco Zanini), le groupe de Memphis en 1980. Le groupe apporte une réflexion sur le néo design jusqu’en 1989. 
Après avoir quitté le groupe Memphis, Aldo Cibic fonde Cibic&Partners avec Antonella Spiezo. Il entreprend alors une activité de recherche en collaboration avec de grandes écoles orientée vers le développement d’une nouvelle façon de penser le projet de design et petit à petit d’architecture. L’agence travaille pour elle-même, mais également pour des commandes extérieures et exporte son travail de l’Italie à l’étranger. Cibic&Partners s’agrandit dans les années 2000 avec l’arrivée de Luigi Marchetti (2001) et Chuck Felton (2003).
L’agence est consulté par autant d’architectes que de décorateurs, de designers graphiques, de designers industriels et d’un réseau fourni de collaborateurs externes d’horizons professionnels et culturels divers. Aujourd’hui, l’agence est internationalement reconnue autant pour sa production de design que pour sa pensée architecturale.
En parallèle de cette activité il enseigne à la Domus Academy et à la Faculté d’Architecture de l’École Polytechnique de Milan (en dessin industriel) et à la Faculté de Design de l’Institut Universitaire d’Architecture de Venise. Il est actuellement professeur honoraire à l’Université Tongji de Shanghai.

## Posture critique
Aldo Cibic commence sa carrière de designer au sein du groupe de Memphis. Le groupement avait pour objectif de mélanger les styles, les couleurs et les matériaux du XXe siècle, il se positionnait comme une mode plutôt que comme un mouvement académique. Il espérait faire disparaître le style international où le post-modernisme, préférant faire renaître purement et simplement le modernisme et le faire évoluer, plutôt que d'en faire une relecture.
À la suite du groupe de Memphis, Aldo Cibic au travers de l’architecture, du design et de ses Workshops réfléchit à une nouvelle façon d’être ensemble. Il s’intéresse à l’importance des échanges entre les hommes et à la façon dont ils créent la vie collective. Pour lui, le lien entre les hommes est le point commun entre l’urbanisme, l’architecture et le design. Il crée des espaces et des objets qui permettent une opportunité d’articulation entre les communautés. Cette réflexion, il l’a poussée également à l’échelle de la vie de l’homme et de la famille tels que le travail, le loisir, la sociabilité. Il tente de créer des espaces où toutes ces fonctions pourraient se faire en un seul lieu. Une des réponses à cette problématique est l’utilisation du multimédia. 
Ces dernières réflexions portent à la fois sur les problématiques ci-dessus en ajoutant une nouvelle dimension qui est celle de l’économie. Il réfléchit à un nouveau style de vie fondé sur une vie collective développée autour de l’agriculture.

## Cibic&Partners
Cibic&Partners travaillent dans de nombreuses régions du monde (Italie, Chine, Afrique etc), ils visent à créer un projet solide et innovant, avec une préférence pour traiter des projets de différentes natures allant de l'architecture au design d'intérieur et du multimédia.

### Plus avec moins
C’est un projet de Cibic&Partner pour Superstudio 13 à Milan, ayant eu lieu du 22 au 27 avril, 2009. C’est une recherche qui va au-delà de l'esthétique en  abandonnant la forme et en repensant complètement la vie quotidienne. Ils questionnent l’habitat à proximité de la socialisation, où  l'espace de vie de notre temps libre intègre l’aménagement paysager. Le projet propose une nouvelle logique de la durabilité de repenser la façon de construire, de concevoir, de ne pas étaler les zones résidentielles en synthétisant l'architecture avec la modularité, sans pour autant négliger l'esthétique de la maison. 
Le projet questionne également les énergies nouvelles et les nouvelles relations. Il propose une autre lecture de notre société à partir d’objets et d’espaces de la vie quotidienne. Ici, les jardins ont une grande place, en effet la planification de l'ensemble de la vie du système propose de nouveaux modes de comportement dans un équilibre serein entre l'homme et la nature. 
Le projet d'intervention vise à concevoir et construire une «oasis» et une nouvelle façon de vivre et se rapportant à la liberté et à l'évolution des concepts de style de vie et de beauté. Il porte également une grande attention à la poésie de l'environnement naturel, à la pérennité des choix de construction et aux besoins de plus en plus dynamique nomade et domestique de notre société.

## Cibic Workshop
Aldo Cibic, parallèlement à Cibic&Partners développe des pensées sur la société actuelle au sein du Cibic Workshop. Le centre de recherche se trouve dans une propriété agricole située dans les collines de Vicence. Un groupe de jeunes designers, dirigé par Aldo Cibic et Tommaso Cora, travaille sur des projets interdisciplinaires allant du développement de l'environnement, de nouveaux services et concepts d’activités, à la conception des produits.
Les réflexions les plus diffusées sont New Stories New Design, Microrealities, A Perfect Weekend, Why Design et Rethinking happiness.

### New Stories New Design
New Stories Nouveau Design (2002 et 2004) est une tentative de se tourner vers le monde du design, en utilisant différentes interprétations. Il est une invitation à inventer des histoires capables de contextualiser les produits et les services. Le concepteur devient alors un explorateur et collectionneur, lecteur et traducteur, critique et romancier. À partir de la double analyse des activités et des relations, le projet ouvre de nouvelles perspectives commerciales, où la qualité et la dignité sont les références. 

### Microrealities
C’est un projet propre à Cibic Workshop de 2004 questionnant les lieux et les gens. Aldo Cibic nous propose l’idée que ce sont les actions des personnes qui influent sur l’identité d’un espace, qui permettraient des occasions de  se rencontrer, d’échanger et de partager les moments qui caractérisent la vie collective.
Microrealities propose quatre projets dans les projets à Milan et Shanghai et des idées concernant la ville par rapport à l'homme qui vit :
- Les portes de la ville : nouveaux symboles pour de nouvelles limites
- Mall + + espaces publics ... : la capacité à créer de nouveaux centres urbains
- La ville de jardins : le  retour des saisons
- À Shanghai, 100 nouvelles stations de métro : la possibilité de produire l'identité et le sentiment d'appartenance dans les banlieues [7]

### A Perfect Weekend
Ce workshop a eu lieu en 2005 à la Biennale de Venise, il est la continuité de Microrealities et de A Simple Life . Aldo Cibic propose une réflexion sur la sociabilité, la redécouverte des valeurs et la mise en valeur des choses qui rendent la vie meilleure. Cette réflexion prend la forme de tentes.

### Why Design
En 2006, la Rinascente pour le Salone del Mobile à Milan, a proposé à Aldo Cibic et son équipe de réaliser une enquête sur les opinions des différents groupes d'individus à propos de la conception en général, la conception d’un produit à la conception de la ville.
Ils ont conçu une vitrine qui accueillait un salon d’interview pour les créateurs, producteurs et journalistes, mais aussi des politiciens, des historiens, des entrepreneurs d'autres secteurs, artistes, philosophes ... et les passants qui voulaient exprimer leur opinion. Le but était de collecter un grand nombre de témoignages vidéo et manuscrits dans une publication, pour produire un corpus sur la perception du design à Milan.
Les trois questions étaient :
- Qu’est ce que la conception pour vous ?
- Quel est l’objet que vous aimez et quel objet vous manque ?
- Ce que vous aimez et ce que vous souhaitez dans votre ville [10]?

### Rethinking happiness
Pour la 12e édition de la Biennale de Venise en 2010, 43 artistes furent invités par la directrice Kazuyo Sejima, dont Aldo Cibic.
Il proposa un projet sur la thématique du bonheur et de la recherche de nouvelles communautés. Il développe 4 projets différents. Aldo Cibic fait appel à divers architectes, agronomes, designers, sociologues et consultants en énergie pour penser son projet. Trois thèmes se sont dégagés du projet : 
- Repenser le bonheur
- Fais aux autres ce que tu voudrais qu'ils te fassent
- Nouvelles réalités pour changer de vie [11]

## Architecture

### Concepts
- 2004 : Microrealities à Milan et Shanghai, Italie et Chine.
- 2005 : Concours GD à Bologne, Italie.
- 2007 : Marmomacc à Vérone, Italie.
- 2007 : Milano Santa Guilia à Milan, Italie.
- 2008 : Marmomacc 08 à Vérone, Italie.
- 2008 : Armadillo à Milan, Italie.
- 2008 : Nordhavnen à Copenhague, Danemark.
- 2009 : École en Afrique à Gede, Kenya.
- Musée pour la fondation Maserati, Italie.
- Haimen, parc en milieu rural, Chine.
- Danguiyuan à Shanghai, Chine.
- 2012 : Teatro Ristori Chair.

### Réalisations
- 2007 : Chambre avec vue, Abitare il Tempo à Vérone, Italie.
- 2008 : Nous, Diesel à Noventa, Italie
- La Rinascente à Milan, Italie.
- Bureaux Dallaverde à Montecchio, Italie.
- CISL, Siège social à Vicence, Italie.
- 2008 : Cité des jardins à Bologne, Italie.
- 2009 : More with less, Envoy life un a changing world à Milan, Italie.
- En cours : Nouveaux bureaux et zone de production à Suzhou, Chine.

## Design d’espace
- 1992 : Casa Vicenzia à Vicence, Italie.
- 1999 : Studio pour Cibic&Partners à Milan, Italie.
- 1999 : Casa Vicenzia à Vicence, Italie.
- 2000 : UNA Hotel à Milan, Italie.
- 2004 : Mövenpick à Hanovre, Allemagne.
- 1999-2004 Multiplex Medusa à Bologne, Italie.
- 2001 : I.NET British Telecom à Milan, Italie.
- 2002 : Selfridge&co à Manchester, Angleterre.
- 2002 : Abitare, Usine Faema, Italie.
- 2004 : Selfridge&co à Birmingham, Angleterre.
- 2006 : Marazzi à Bologne, Italie.

## Expositions
- 1993 : Triennale de Milan, Le jardin des choses à Milan, Italie.
- 2002 : New stories/nouveau design
- 2002 : Whirlpool à Berlin, Allemagne.
- 2004 : Neozone, Exposition Espace à Milan, Italie.
- 2004 : Gourmet Zone à Rimini, Italie.
- 2005 : Mille-Pattes, Jardins de la Triennale à Milan, Italie.
- 2003-2005 : Risanamento à Milan, Italie.
- 2006 : 10 Biennale de Venise à Venise, Italie.
- 2008 : Superoro à Vicence, Italie.
- Microrealities-Graz, Un projet sur les lieux et les gens
- 2008 : Glamroom à Vicence, Italie.
- 2009 : Istanbul design week à Istanbul, Turquie.
- 2009 : 500 ans du Palladio à Vicence, Italie.
- 2011 : Biennale de Venise à Venise, Italie.

## Design
- 1991 : Standard, Meubles et accessoires.
- 1998 : QBX, Unité de stockage.
- 2000 : Foscarini \ « Coco \ », Lampe.
- 2001 : Pas à vendre, Design research.
- Shanghai made in Italie, objets pour la table
- 2002 : 1X1, Exposition d’objets uniques.
- 2005 : Laiton Meloda, ligne de robinetterie.
- 2005 : Formosa, Lampe.
- 2005 :Millepiedi, Jardin de la Triennal à Milan, Italie.
- 2009 : Moleskine by Aldo Cibic, Detour Project à Tokyo, Japon.
- 2009 : De Castelli, Riviera Collection.
- 1999-2009 : Paola C. Collections de céramique.

## Recherches
- 1995 : Family Business.
- 1998 : Intelligente Fitness Accueil[12].
- 2002 : New Stories/New Design[13].
- 2003 : Citizen City, Recherche sur les personnes et les villes.
- 2004 : Microrealities[14].
- 2006 : Perché Design[15].
- 2007 : Vivere la natura. Una altra Jesolo[16].
- 2008 : Futurealites[17].
- 2009 : Pocket Landscape.
- 2011 : Rethinking Happiness[18].

### De Aldo Cibic
- Aldo Cibic, Rethinking Happiness, Milan, Corraini, 2010, 144 p. (ISBN 978-88-7570-265-6)
- Aldo Cibic et Cibic&Partners, Microrealities, Aproject about places and people, Tozzi Lucia, 2006, 112 p. (ISBN 8876248617)
- Aldo Cibic, Verso Expo Milano 2015, Aldo Cibic, 2011, 144 p. (ISBN 978-8837085483)

### Sur Aldo Cibic
- Doveil Frida, Aldo Cibic, Abitare Segesta
- Aldo Cibic et Luigi Copiello, Manifesto per la metropoli nordest, Marsilio, 2007 (ISBN 978-8831791823)
- Andrea Branzi, Aldo Cibic, designer, Skira, 1999, 96 p. (ISBN 978-8881185832)
- Fabio Fabbrizzi, Office Design (architecture tools), Te Neues Publishing Company, 2002, 400 p. (ISBN 978-3823855781)